# Damarys Ruiz
Damaris Ruiz (Caracas, Venezuela; 1947 - Ibídem; 9 de mayo de 2015) fue una modelo, abogada y participante del certamen Miss Venezuela durante la década de 1970.

## Carrera
Con sus medidas 84, 64 y 90 y su belleza natural (cabello castaño y ojos marrones) y simpatía la llevaron a los 26 años a recorrer el mundo del modelaje en su país. Con 1,60 m de estatura y un peso de 46 kg, en 1972 le llegó la oportunidad de concursar para Miss Sucre, en el cual resultó la ganadora. Un año después ya fue candidata para formar parte del certamen Miss Venezuela el concurso de belleza más importante del país, en el cual llegó a la semifinal, pero sin embargo no puedo ganar, resultando ganadora Desireé Rolando. En ese concurso también estuvo la ya fallecida actriz Hilda Carrero.
En esos años se le otorgó el título profesional de abogada, una alternativa laboral por si se le cortaba el éxito que consiguió en las pasarelas. Se desempeñó como fiscal en el Ministerio Público.
Treinta años después aparece en la pantalla grande por una entrevista realizada por el programa 100% Venezuela, donde se la vio viviendo en la calle y mendigando. Ella declaró que se trató de un drama familiar en la que su hermano usurpó su casa y ejercía violencia contra ella. Ante la no respuesta por parte de la policía decidió marcharse y al no conseguir un lugar quedó en la calle. Dejó el mundo material por el espiritual, fue budista y se volcó al vegetarianismo, en el barrio industrial de Bello Monte. Durante 35 años, durmió en bancos de plaza, comió de tachos de basura y sobrevivió de artesanías que ella misma hacía.
Damarys Ruiz murió repentinamente en un parque venezolano el 9 de mayo de 2015. Su cuerpo estuvo 15 días en la morgue del Hospital Vargas, en Caracas, sin que nadie lo reclamara. Hasta que un familiar finalmente la retiró. La causa de su muerte fue provocada por una sepsis respiratoria.